# AnotherVision
AnotherVision（アナザービジョン）は、東京大学の学生を中心として構成されているクリエイター集団。体験型謎解きゲーム・謎解き関連書籍・謎解き関連テレビ番組の制作などを行っている。
メンバーは227人。主に大学生・大学院生のメンバーで構成されている団体ではあるが、特定の大学の届出学生団体ではない。
しばしば、「Another Vision」と間にスペースを空けた誤表記をされるが、「AnotherVision」と詰めるのが正式な表記。

## 歴史
2012年10月に設立。2013年5月に初の公演型謎解きイベント「ある試験からの脱出」を開催。2日間で240人の参加者を動員する。
その後も年3〜4公演の体験型謎解きイベントを開催しながら、企業コラボも多く実施していく。2013年12月には集英社の漫画雑誌「りぼん」で連載された「トリック♥ホリック」の謎解き監修。2014年7月にはNHKの「Rの法則」の「体感型！謎解きゲーム」回の謎を制作し、翌年からは同番組で不定期に放送された「謎解きミステリー」シリーズの制作を計11回担当する。
フジテレビのクイズ番組『今夜はナゾトレ』内で2016年11月から始まった「東大ナゾトレ」において、AnotherVisionのメンバーが顔出しをしながら謎の出題と解説を行うようになったのが転機となり、全国の幅広い世代から認知されるようになる。番組に出題された謎をまとめた著書「東大ナゾトレ AnotherVisionからの挑戦状」は、2017年8月28日付オリコン週間ランキングのテレビ番組関連本部門で、第1巻が2位、第2巻が1位となり、第4巻発売時点でシリーズ累計60万部を突破している。
2018年4月からはYouTubeチャンネルを開設し、精力的な活動を続けている。

### 歴代代表
| 代   | 氏名                | 在任期間                | 備考        |
| ---- | ------------------- | ----------------------- | ----------- |
| 初代 | しゃる（佐々木 翼） | 2012年10月 - 2015年03月 |             |
| 2代  | しーば（松丸 亮吾） | 2015年04月 - 2017年03月 | DaiGoの実弟 |
| 3代  | どや                | 2017年04月 - 2018年03月 |             |
| 4代  | たけもつ            | 2018年04月 - 2019年03月 |             |
| 5代  | れももん            | 2019年04月 - 2020年03月 |             |
| 6代  | スミス              | 2020年04月 - 2021年03月 |             |
| 7代  | ジオン              | 2021年04月 - 2022年 3月 |             |
| 8代  | あせろら            | 2022年04月 - 2023年 3月 |             |
| 9代  | がむ                | 2023年04月 - 2024年 3月 |             |
| 10代 | tan                 | 2024年 4月 - 2025年 3月 |             |
| 11代 | こう                | 2025年 4月 -            |             |

## 主な制作物

### 体験型謎解きゲーム
- ある試験からの脱出（2013年5月）
- 今夜はナゾトレ 東大ナゾ大陸（2017年7月） - お台場みんなの夢大陸2017のイベントの一つとして、フジテレビの周囲及び社内を巡る周遊型謎解きイベントを開催した。

他多数

### テレビ番組
- NHK Rの法則 - 「謎解きミステリー」シリーズの謎制作
- フジテレビ 今夜はナゾトレ - 「東大ナゾトレ」での謎制作と顔出しでの謎出題・解説

### 書籍
- トリック♥ホリック - りぼん連載コミックの謎解き監修
- 東大ナゾトレ Another Visionからの挑戦状シリーズ
  - 東大ナゾトレ Another Visionからの挑戦状 第1巻
  - 東大ナゾトレ Another Visionからの挑戦状 第2巻
  - 東大ナゾトレ Another Visionからの挑戦状 第3巻
  - 東大ナゾトレ Another Visionからの挑戦状 第4巻
  - 東大ナゾトレ Another Visionからの挑戦状 第5巻
  - 東大ナゾトレ Another Visionからの挑戦状 第6巻
  - 東大ナゾトレ Another Visionからの挑戦状 第7巻
  - 東大ナゾトレ Another Visionからの挑戦状 第8巻
  - 東大ナゾトレ Another Visionからの挑戦状 第9巻　〔特別編〕

### 持ち帰り謎
- トライズ（2018年）
- サイフアーカイブ（2018年）
- Top Secret（2018年）
- 近見知新聞解読依頼（2019年）
- Xワード（2019年）

- 謎ファイル
  - 魔法陣グルグル　ニケver「大迷宮ロクブケーイからの脱出」（2017年）
  - ニューダンガンロンパV3　モノキッドver「一年間フレンズ。」（2017年）
  - 僕のヒーローアカデミア　緑谷出久ver「Being”OfA”Hero」（2018年）
  - 逆転裁判「その『真実』、異議あり！」 御剣怜侍ver「○○○○ストーカー事件」（2019年）
  - 名探偵コナン　怪盗キッドver「予告状　今宵、月夜に闇が満ちる時、幾多の星空を頂きに参上します─怪盗キッド─」（2019年）
  - Re:ゼロから始める異世界生活　ラム＆レムver「天使にサプライズを」（2019年）
  - ゴジラ　ゴジラver「首都防衛戦線―大怪獣ゴジラを迎撃せよ！―」（2019年）

他多数

### LINE謎
- OTOGI（2019年）

他

### Web謎
- 聖夜の前のおくりもの（2012年12月）

他

### その他
- 献血謎 シリーズ - 献血を行うとプレイできる謎解きゲーム。最初は新宿東口献血ルーム限定で開催されたが、後に規模が拡大した。
- なぞともCUBE - バンダイナムコアミューズメントが運営するなぞともカフェの謎解きアトラクションの制作。「白黒キネマ」「メイズメイト」など。